# Collema nepalense
Collema nepalense är en lavart som beskrevs av Degel. Collema nepalense ingår i släktet Collema och familjen Collemataceae.   Inga underarter finns listade i Catalogue of Life.